# Johann Heinrich Gottlob von Justi
Johann Heinrich Gottlob von Justi, född 1717, död 21 juli 1771, var en tysk nationalekonom.
Justi blev professor i Wien, 1750, var i dansk statstjänst 1757-1758 och blev 1762 statlig kontrollör vid bergverken i Preussen. Ursprungligen merkantilist, tog Justi starkt intryck av fysiokraterna. Han betraktas som den tyska statsvetenskapens första systematiker. Bland hans arbeten märks främst  Staatswirtschaft oder systematische Abhandlung aller ökonomischen und Cameralwissenschaft (1755).